# Fracción

tres cuartos más un cuarto

En matemáticas, una fracción, número fraccionario, (del vocablo latín frāctus, fractĭo -ōnis, roto, o quebrado o separado) es la expresión de una cantidad dividida entre otra cantidad, es decir que representa un cociente no efectuado de números. Por razones históricas también se les llama fracción común, fracción mixta o fracción decimal. Las fracciones comunes se componen de: numerador, denominador y línea divisora entre ambos (barra horizontal u oblicua). En una fracción común {\displaystyle a/b} el denominador "b" expresa la cantidad de partes iguales que representan la unidad, y el numerador "a" indica cuántas de ellas se toman. 
El conjunto matemático que contiene a las fracciones de la forma a/b, donde a y b son números enteros y b≠0 es el conjunto de los números racionales, denotado como ℚ.
Toda fracción es una división y toda división es una fracción. Debido a eso una división se puede convertir en una fracción para ser simplificada.
Las fracciones pueden ser representadas como (a÷b) o (a/b) en una operación matemática.  
De manera más general, se puede extender el concepto de fracción a un cociente cualquiera de expresiones matemáticas (no necesariamente números).

## Representación y modelización de fracciones

### Representación gráfica y analítica
Suele utilizarse la figura geométrica (que representa la unidad) seccionada en una cantidad de partes iguales para mostrar el denominador, y se colorean (u omiten) las que se toman para distinguir la cantidad que indica el numerador.
- Notación y convenciones:
  - En una fracción común, el denominador se lee como número partitivo (ejemplos: 1/4 se lee «un cuarto», 3/5 se lee «tres quintos»);
  - Una fracción negativa es la que tiene valor negativo;
  - Una fracción genérica a/b representa el producto de a por el recíproco (multiplicativo) de b, de tal modo que {\displaystyle a/b\ =a\cdot 1/b\ }; si tanto a como b son números negativos {\displaystyle (-a/-b)}, el producto es positivo, por lo que se escribe: a/b;
  - Toda expresión matemática escrita en esta forma recibe el nombre de «fracción».

La expresión genérica {\displaystyle a/b} representa una división algebraica, por lo que el divisor debe ser distinto de cero (b {\displaystyle \neq 0}); el cociente de la división admite un desarrollo decimal (un número decimal, en el sistema de numeración decimal tradicional) que puede ser finito o infinito periódico (ver Número periódico).
Un número irracional no admite una escritura en forma de número fraccionario, o de razón, su expansión decimal será infinita no-periódica, como por ejemplo el número π, el número e, el número áureo y algunas raíces cuadradas y cúbicas.

## Tipos de fracciones

### Fracción simple, común o vulgar
Una fracción simple (también conocida como fracción común o fracción vulgar) es un número racional de la forma a/b, donde a y b son números enteros y b≠0. Puesto que una fracción común representa un número racional, las fracciones comunes heredan todas las propiedades matemáticas de los racionales. Ejemplo {\displaystyle {\tfrac {3}{4}}}; 3/4; 3/4; (¾); fracción tres cuartos: numerador 3 y denominador 4, representa al número decimal 0.75, en porcentaje: 75%.

### Fracción propia e impropia
Las fracciones comunes pueden clasificarse en propias e impropias. Una fracción propia es aquella en la que el numerador y el denominador son positivos y el numerador es menor que el denominador, por ejemplo {\displaystyle {\tfrac {1}{3}},\;{\tfrac {3}{8}},\;{\tfrac {3}{4}}}. Por el contrario, una fracción impropia será la fracción en donde el numerador es mayor que el denominador, por ejemplo {\displaystyle {\tfrac {13}{6}},\;{\tfrac {18}{8}},\;{\tfrac {5}{2}}}. En general, una fracción común es una fracción propia si el valor absoluto es estrictamente menor que uno — es decir, si la fracción es mayor que −1 y menor que 1 —.

### Fracción mixta
Una fracción mixta o número mixto es la representación de una fracción impropia, en forma de número entero y fracción propia; es una manera práctica de escribir unidades de medida (peso, tiempo, capacidad), recetas de cocina, etc.
Toda fracción impropia {\displaystyle {\tfrac {p}{q}}} puede escribirse como número mixto: {\displaystyle A{\tfrac {a}{b}}}, en donde
{\displaystyle A{\tfrac {a}{b}}} denota {\displaystyle A+{\tfrac {a}{b}}} (donde {\displaystyle A\in \mathbb {Z} ,~A\geq 0}, es la parte entera). Como ejemplos:
{\displaystyle {\frac {4}{x}}={\frac {1}{1}}=1{\frac {180}{270}}{\frac {6}{8}}} «Una cucharadita y media de...»
{\displaystyle 15.70/12.561\approx 5/4=1{\frac {1}{4}}} «En una hora y cuarto...»
A partir de un cierto nivel de álgebra elemental, la notación mixta suele sustituirse por fracciones impropias, que son más operacionales.

### Razón
La razón es la comparación de dos cantidades por su cociente, donde se ve cuántas veces contiene una a la otra. En el caso de números racionales toda razón se puede expresar en forma de fracción y eventualmente como un decimal. Generalmente se expresa como "a es a b" o a:b, y corresponde a la fracción a/b.

### Fracción inversa
Una fracción inversa es una fracción obtenida a partir de otra dada, en la que se han invertido el numerador y el denominador, es decir, la fracción inversa de una fracción a/b es b/a. Como ejemplos, {\displaystyle {\tfrac {2}{3}}} y su fracción inversa {\displaystyle {\tfrac {3}{2}}}, {\displaystyle {\tfrac {1}{2}}} y su fracción inversa {\displaystyle {\tfrac {2}{1}}}.
Un caso especial de fracción inversa es la fracción unitaria, que es una fracción común en la cual el numerador es igual a 1 y el denominador es un entero positivo: {\displaystyle {\tfrac {1}{2}},\;{\tfrac {1}{3}},\;{\tfrac {1}{4}},\dots \ }, ya que los números enteros pueden escribirse como una fracción con denominador igual a uno. Así, las fracciones unitarias son los recíprocos multiplicativos de los números naturales (es decir de los enteros positivos). Las fracciones egipcias son otro ejemplo de aplicación de las fracciones unitarias.

### Fracción compuesta
Una fracción compuesta es aquella cuyo numerador o denominador (o ambos) contienen a su vez fracciones o números mixtos. Por ejemplo, {\displaystyle {\frac {\tfrac {1}{2}}{\tfrac {1}{3}}}} y {\displaystyle {\frac {12{\tfrac {3}{4}}}{26}}} son fracciones compuestas. Para reducir una fracción compuesta a una simple, se le asigna el orden preferente de la división a la línea divisoria mayor de la fracción. Por ejemplo:
{\displaystyle {\frac {\tfrac {1}{2}}{\tfrac {1}{3}}}={\tfrac {1}{2}}\times {\tfrac {3}{1}}={\tfrac {3}{2}}=1{\tfrac {1}{2}}}
{\displaystyle {\frac {12{\tfrac {3}{4}}}{26}}=12{\tfrac {3}{4}}\cdot {\tfrac {1}{26}}={\tfrac {12\cdot 4+3}{4}}\cdot {\tfrac {1}{26}}={\tfrac {51}{4}}\cdot {\tfrac {1}{26}}={\tfrac {51}{104}}}
{\displaystyle {\frac {\tfrac {3}{2}}{5}}={\tfrac {3}{2}}\times {\tfrac {1}{5}}={\tfrac {3}{10}}}
{\displaystyle {\frac {8}{\tfrac {1}{3}}}=8\times {\tfrac {3}{1}}=24.}
Si, en una fracción compuesta, no hay una vía clara de indicar qué líneas de la fracción toman preferencia, entonces la expresión está formada impropiamente y es ambigua. Así, 5/10/20/40 es una expresión matemática pobremente escrita, con múltiples valores posibles.

### Fracción decimal y como porcentaje
Una fracción decimal es una fracción del tipo {\displaystyle {\tfrac {a}{10^{n}}}}, es decir, una fracción cuyo denominador es una potencia de 10. Por convención, se toma a positiva. Las fracciones decimales suelen expresarse sin denominador, con uso del separador decimal, es decir, como número decimal exacto (Por ejemplo: 8/10, 83/100, 83/1000 y 8/10000 se escriben 0.8, 0.83, 0.083 y 0.0008). Inversamente, un número decimal finito (o un entero) puede escribirse como fracción decimal simplemente multiplicando por una potencia apropiada de {\displaystyle {\tfrac {10^{n}}{10^{n}}}} (Por ejemplo: 1=10/10 1.23=123/100). Una fracción decimal no es necesariamente irreducible.
Un porcentaje es una forma de expresar un número como una fracción decimal, concretamente como fracción con denominador 100. Se utiliza para denotarlo el signo porcentaje %, que se debe escribir inmediatamente después del número al que se refiere, sin dejar espacio de separación. Como ejemplo,
{\displaystyle {\frac {3}{4}}={\frac {75}{100}}=75\%.}
La expresión de un número por mil (1.000‰), es una manera de expresarlo como una fracción de 1.000, o como la décima parte de un porcentaje; se escribe con el signo ‰.
Una parte por billón (notado ppb) es una unidad de medida para expresar concentraciones extremadamente pequeñas.

### Casos especiales
- Una fracción egipcia es el tipo de representación de fracciones utilizado en el Antiguo Egipto. Una fracción común positiva se escribe por medio de una suma de fracciones unitarias distintas, es decir que ninguno de los sumandos tiene el mismo denominador, por ejemplo {\displaystyle {\tfrac {1}{2}}+{\tfrac {1}{3}}}. Todo número racional positivo se puede expresar como suma de fracciones unitarias (es decir, como fracción egipcia), si bien la representación no es única. Por ejemplo {\displaystyle {\tfrac {19}{20}}} puede escribirse como {\displaystyle {\tfrac {1}{2}}+{\tfrac {1}{4}}+{\tfrac {1}{5}}} y también como {\displaystyle {\tfrac {1}{2}}+{\tfrac {1}{3}}+{\tfrac {1}{9}}+{\tfrac {1}{180}}}.

## Aritmética con fracciones

### Fracción equivalente
Dos o más fracciones son equivalentes cuando representan la misma cantidad, y se escriben distinto. Por ejemplo, las fracciones {\displaystyle {\tfrac {1}{2}}}, {\displaystyle {\tfrac {2}{4}}}, {\displaystyle {\tfrac {3}{6}}} y {\displaystyle {\tfrac {x}{2x}}} son equivalentes, ya que representan la cantidad «un medio». Dos fracciones son equivalentes si pueden obtenerse una a partir de la otra, multiplicando (o dividiendo) el numerador y el denominador por el mismo número, es decir, por uno. 
Ejemplo:
{\displaystyle {\dfrac {x}{2x}}={\dfrac {x}{x}}\cdot {\dfrac {1}{2}}} en donde  {\displaystyle {\dfrac {x}{x}}=1}.
{\displaystyle {\dfrac {3}{6}}={\dfrac {3}{3}}\cdot {\dfrac {1}{2}}} en donde {\displaystyle {\dfrac {3}{3}}=1}.
Una forma de saber si dos fracciones {\displaystyle a/b} y {\displaystyle c/d} son equivalentes es comprobar si son iguales: las fracciones son equivalentes si {\displaystyle a\cdot d=c\cdot b} (la igualdad se obtiene al operar en {\displaystyle a/b=c/d}).
De esta manera, las fracciones equivalentes son reducibles, puesto que el numerador y el denominador no son primos entre sí y pueden ser simplificadas en una fracción irreducible, en la que el numerador y el denominador son primos entre sí. El conjunto de todas las fracciones equivalentes a una fracción dada, se llama número racional, y suele representarse por la única fracción equivalente irreducible del conjunto. Un caso específico es cuando el numerador es un múltiplo del denominador, entonces, al reducirla se obtiene cualquier número perteneciente al conjunto de los enteros, por lo que se denomina fracción aparente o entera.
Más generalmente, dada una fracción reducible (el numerador y el denominador comparten factores comunes diferentes a la unidad), esta siempre se puede reducir (es decir, simplificar) hasta obtener una fracción equivalente irreducible. La noción de fracción irreducible se generaliza al cuerpo de cocientes de cualquier dominio de factorización única: todo elemento de este cuerpo puede escribirse como una fracción en la cual el numerador y el denominador son coprimos.

### Comparación de fracciones
La comparación de dos fracciones se utiliza para comprobar cuál es mayor. Existen varios casos, dependiendo de los numeradores y los denominadores de estas. Se dice que las fracciones son homogéneas si tienen el mismo denominador y que las fracciones son heterogéneas si tienen diferentes denominadores.

#### Homogéneas
Si las fracciones son homogéneas — el denominador de las dos fracciones es el mismo —, la fracción con el mayor numerador es mayor que la otra.
{\displaystyle {\tfrac {5}{7}}>{\tfrac {2}{7}}} puesto que 5>2.
Si el numerador de las dos fracciones positivas es el mismo, la fracción con el menor denominador es mayor que la otra. Esto es bastante natural: si se tienen dos tartas iguales, una para repartir entre más personas que la otra, la que se reparta entre menos personas estará partida en porciones más grandes.
{\displaystyle {\tfrac {2}{3}}>{\tfrac {2}{5}}} puesto que 3<5.

#### Heterogéneas
Una manera de comparar fracciones con distintos numeradores y denominadores es encontrar un denominador común. Para comparar {\displaystyle {\tfrac {a}{b}}} y {\displaystyle {\tfrac {c}{d}}}, se convierten en fracciones equivalentes {\displaystyle {\tfrac {ad}{bd}}} y {\displaystyle {\tfrac {bc}{bd}}}.  Entonces bd es un común denominador y los numeradores ad y bc pueden ser comparados.
{\displaystyle {\tfrac {2}{3}}} ? {\displaystyle {\tfrac {1}{2}}} da que {\displaystyle {\tfrac {4}{6}}>{\tfrac {3}{6}}}
No es necesario determinar el valor del denominador común para ser comparadas. Este atajo es conocido como «multiplicación cruzada». Se compara únicamente ad y bc, sin calcular el denominador.
{\displaystyle {\tfrac {5}{18}}} ? {\displaystyle {\tfrac {4}{17}}}
Multiplicando ambas partes de cada fracción por el denominador de la otra, se obtiene un denominador común:
{\displaystyle {\tfrac {5\times 17}{18\times 17}}} ? {\displaystyle {\tfrac {4\times 18}{17\times 18}}}
Los denominadores ahora son iguales, pero no es necesario calcular su valor – únicamente los numeradores necesitan ser comparados. Puesto que 5×17 (= 85) es mayor que 4×18 (= 72), {\displaystyle {\tfrac {5}{18}}>{\tfrac {4}{17}}}.
Generalmente, cuando se tiene que calcular el denominador común de fracciones, se utiliza el mínimo común múltiplo (mcm) de los denominadores de las fracciones originales, que el mínimo denominador común de estas.

#### Comparación con la unidad
Las fracciones pueden ser mayor, menor o igual si se comparan con la unidad. Para compararlas se procede a comparar el numerador y el denominador de la fracción.
- Si el numerador es menor que el denominador, la fracción es menor que la unidad.
- Si el numerador es mayor que el denominador, la fracción es mayor que la unidad.
- Si el numerador es igual al denominador, la fracción es equivalente a la unidad.

### Suma y resta de fracciones
Para sumar o restar fracciones, se distinguen dos casos: si tienen el mismo denominador, entonces se suman o se restan los numeradores y se deja el denominador común.
{\displaystyle {\frac {2}{7}}+{\frac {3}{7}}={\frac {5}{7}}}
Es posible que el resultado se pueda simplificar:
{\displaystyle {\frac {7}{12}}-{\frac {1}{12}}={\frac {6}{12}}={\frac {1}{2}}}.
O si tienen distinto denominador, hay que obtener fracciones equivalentes a las fracciones dadas, para que tengan denominador común y luego sumar o restar. Por ejemplo
{\displaystyle {\frac {2}{7}}+{\frac {1}{3}}={\frac {2\times 3}{7\times 3}}+{\frac {1\times 7}{3\times 7}}={\frac {6}{21}}+{\frac {7}{21}}={\frac {13}{21}}}.
Este método se puede expresar de forma algebraica como
{\displaystyle {\frac {a}{b}}\pm {\frac {c}{d}}={\frac {ad}{bd}}\pm {\frac {bc}{bd}}={\frac {ad\pm bc}{bd}}}
En realidad, no hace falta obtener fracciones equivalentes de modo que el denominador resultante sea el producto de los denominadores de las fracciones iniciales. Basta con tomar el mínimo común múltiplo de los denominadores. Al final de la operación, puede que haga falta realizar otra simplificación. Esto se representaría así:
{\displaystyle {\frac {2}{7}}+{\frac {1}{3}}={\frac {6+7}{21}}={\frac {13}{21}}}
Se toma el mínimo común múltiplo de los denominadores (21) y se procede a dividir este por los mismos denominadores y luego multiplicarlo por sus numeradores correspondientes. Así quedando definido el numerador del resultado (21:7=3, 3*2=6 y 21:3=7, 7*1=7. Entonces 7+6=13). Esta solo es una forma simplificada de la anterior.

### Multiplicación y división de fracciones
Para multiplicar dos fracciones, basta multiplicar los numeradores por una parte y los denominadores por otra. Como ejemplo,
{\displaystyle {\frac {3}{4}}\times {\frac {5}{2}}={\frac {3\cdot 5}{4\cdot 2}}={\frac {15}{8}}}.
Durante la operación, si el numerador de una fracción y el denominador de otra —y viceversa— tienen algún factor común, se puede cancelar, puesto que es multiplicar y dividir por dicho factor en la fracción resultante. Este atajo se conoce como «cancelación» y permite reducir los términos a multiplicar. La expresión algebraica de manera general sería
{\displaystyle {\frac {a}{b}}\times {\frac {c}{d}}={\frac {a\cdot c}{b\cdot d}}}.
En la división de fracciones, el numerador de la fracción resultante es el producto del numerador de la fracción dividendo por el denominador de la fracción divisor, mientras que el denominador es igual al denominador de la fracción dividendo multiplicado por el numerador de la fracción divisor. Otra manera de imaginarlo es que dividir entre un número es lo mismo que multiplicar por el inverso de ese número, por lo que la división de dos fracciones es igual a la multiplicación de la primera fracción por el inverso de la segunda:
{\displaystyle {\frac {\frac {a}{b}}{\frac {c}{d}}}={\frac {a}{b}}\div {\frac {c}{d}}={\frac {a\cdot d}{b\cdot c}}}.

## Fracciones con radicales
Una fracción puede contener radicales en su numerador, denominador o ambos. Si el denominador contiene radicales, puede ser de gran ayuda racionalizar estos, especialmente si se van a realizar operaciones, tales como la adición o la comparación de una fracción con otra. Es también conveniente si la división tiene que realizarse explícitamente. Cuando el denominador es una raíz cuadrada, esta puede racionalizarse mediante la multiplicación del numerador y el denominador por la raíz del denominador. Como ejemplo,
{\displaystyle {\frac {3}{\sqrt {7}}}={\frac {3}{\sqrt {7}}}\cdot {\frac {\sqrt {7}}{\sqrt {7}}}={\frac {3{\sqrt {7}}}{7}}}.
Esto también puede extenderse en el caso de que el numerador sea la raíz de algún monomio, binomios u otras estructuras algebraicas de ese tipo.

## Fracciones algebraicas
En álgebra, una fracción algebraica es aquella cuyo numerador y denominador son expresiones algebraicas. Por ejemplo {\displaystyle {\tfrac {x^{2}}{x^{2}-9}}} es una fracción cuyo numerador es el polinomio x² y denominador es el polinomio x²-9; el valor de la fracción dependerá del valor de la variable x.
Cuando el numerador y el denominador de una fracción algebraica son polinomios, se le llama fracción racional. Estas se pueden descomponer en fracciones parciales, que consiste en expresar un cociente de polinomios como suma de fracciones de polinomios de menor grado, siempre y cuando el grado del polinomio del denominador sea estrictamente mayor que el del numerador.
Por el contrario, las fracciones que no son racionales son las que contienen una variable bajo un exponente fraccionario o una raíz como por ejemplo {\displaystyle {\tfrac {\sqrt {x+2}}{x^{2}-3}}}.

## Estructuras más generales

### Fracción continua
Se llama fracción continua de orden n a una expresión de la forma:
{\displaystyle x=a_{0}+{\cfrac {1}{a_{1}+{\cfrac {1}{a_{2}+{\cfrac {1}{\begin{array}{l}\ddots \\{a_{n-2}+{\cfrac {1}{a_{n-1}+{\cfrac {1}{a_{n}}}}}}\end{array}}}}}}}}
En donde {\displaystyle (a_{0},a_{1},a_{2},a_{3},...,a_{n})\ } es una sucesión de enteros positivos.

### Expansión de Engel
Una expansión de Engel es una sucesión de números enteros positivos tales que
{\displaystyle x={\frac {1}{a_{1}}}+{\frac {1}{a_{1}a_{2}}}+{\frac {1}{a_{1}a_{2}a_{3}}}+\ \cdots }
Si la sucesión es finita, corresponde a un número racional que es la representación de x en forma de fracción egipcia. Esta representación se puede expresar como «variante ascendente» de una fracción continua como
{\displaystyle x={\cfrac {1+{\cfrac {1+{\cfrac {1+\cdots }{a_{3}}}}{a_{2}}}}{a_{1}}}}
Estas estructuras fueron estudiadas por Fibonacci en Liber Abaci (1202).

## Historia
| D21 |

| D21 |

Los babilonios utilizaban fracciones cuyo denominador era una potencia de 60. El sistema chino de numeración con varillas permitía la representación de fracciones. Los griegos y romanos usaron también las fracciones unitarias, cuya utilización persistió hasta la época medieval. Diofanto de Alejandría (siglo IV) escribía y utilizaba fracciones. Posteriormente, se introdujo la «raya horizontal» de separación entre numerador y denominador, y el numerador dejó de restringirse al número uno solamente, dando origen a las llamadas fracciones vulgares o comunes. Finalmente, se introducen las «fracciones decimales», en donde el denominador se escribe como una potencia de diez.
Se cree que las fracciones decimales eran conocidas por los matemáticos chinos en el siglo I, y que de ahí se extendió su uso a medio Oriente y Europa. J. Lennart Berggren nota que un sistema posicional con fracciones decimales fue utilizado por el matemático árabe Abu'l-Hasan al-Uqlidisi en el siglo X.
Khwarizmi introduce las fracciones en los países islámicos en el siglo IX. La forma de representar las fracciones provenía de la representación tradicional china, con el numerador situado sobre el denominador, pero sin barra separadora. Esta forma de escritura de las fracciones con el numerador arriba y el denominador abajo, sin barra horizontal, fue utilizada también en el siglo X por Abu'l-Hasan al-Uqlidisi y en el siglo XV por Jamshīd al-Kāshī en su trabajo La llave de la aritmética.
Leonardo de Pisa (Fibonaccci) en su Liber Abaci (Libro del Ábaco), escrito en 1202, expone una teoría de los números fraccionarios. Las fracciones se presentan como fracciones egipcias, es decir, como suma de fracciones con numeradores unitarios y denominadores no repetidos. Además, describe su uso y las desarrolla dentro del marco moderno de las series matemáticas.
El uso moderno fue definitivamente introducido por Simon Stevin en el siglo xvi.
| Año           | Acontecimiento                                                                |
| ------------- | ----------------------------------------------------------------------------- |
| 1800 a. C.    | Registro de uso de fracciones por el Imperio Babilónico.                      |
| 1650 a. C.    | Sistema de fracciones egipcias.                                               |
| 500-600 d. C. | Aryabhata y Brahmagupta desarrollan las fracciones unitarias.                 |
| 100           | Sistema chino de cálculo de fracciones con varillas (Suanpan).                |
| 1202          | Fibonacci difunde la notación con barra para separar numerador y denominador. |
| 1585          | Teoría sobre las fracciones decimales de Simon Stevin.                        |
| 1700          | Uso generalizado de la línea fraccionaria (barra horizontal u oblicua).       |